# Grand prêtre d'Osiris
Pour les articles homonymes, voir Grand prêtre.

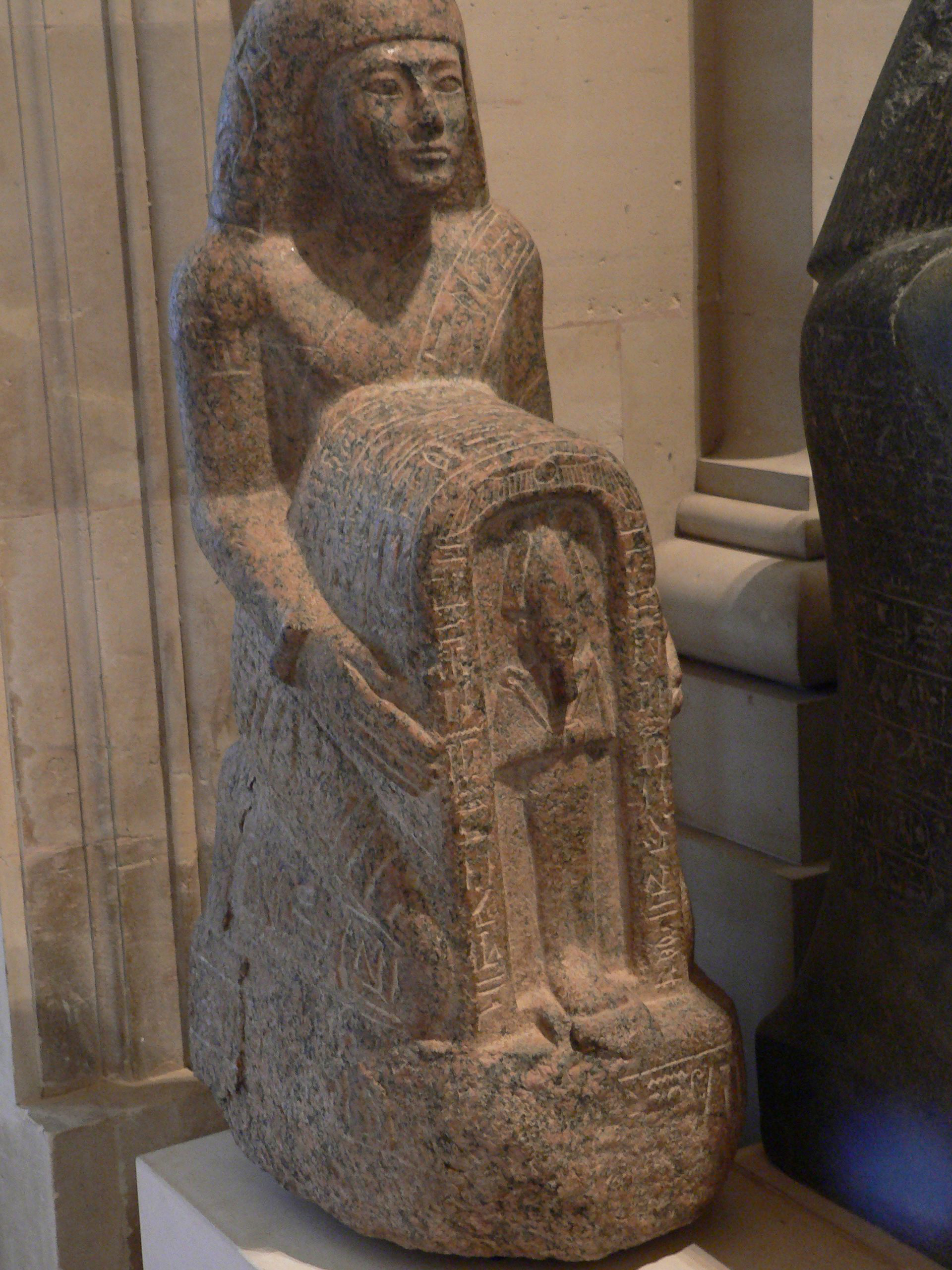
Youyou, grand prêtre d'Osiris à Abydos sous la

Les grands prêtres d'Osiris servaient le dieu à Abydos. Ils prétendaient posséder une relique de toute première importance : la tête du dieu Osiris. Le culte d'Osiris dans ses diverses formes commence sous la XIIe dynastie et devient le plus important par la suite.
Quelques prêtres connus :
- Nebouaouy, à l'époque de Thoutmôsis III ;
- Heqanéfer, à l'époque d'Amenhotep II ;
- To, à la fin de la XVIIIe dynastie ;
- Hat, à la fin de la XVIIIe dynastie ;
- Méry, sous Séthi Ier ; Méry est un fils du grand prêtre d'Osiris Hat, et de son épouse luy ;
- Ounennéfer, à l'époque de Ramsès II ; Ounennéfer est un fils de Méry et de Maianuy, fille du grand prêtre d'Osiris To, et de Buia ;
- Hori Ier, fils du grand prêtre Ounennéfer et de Tiy ;
- Youyou, à l'époque de Mérenptah ; Youyou est un fils du grand prêtre Ounennéfer ;
- Siese, fils de Youyou ;
- Hori II, à l'époque de Ramsès III ; Hori est un fils du prêtre Youyou.